# Hans-Bernhard Nordhoff
Hans-Bernhard Nordhoff (* 1947) ist ein deutscher Mikrobiologe und Kulturpolitiker.

## Leben
Er studierte zunächst an der Universität Erlangen Biologie, Chemie und Soziologie. Danach war er am Institut für Biochemie und Mikrobiologie der Universität tätig und promovierte.

## Ämter
- Seit 1978 Mitglied der Kulturpolitischen Gesellschaft
- 1986 bis 1988 Kulturreferent der Stadt Kassel.
- 1988 bis 1998 Kulturdezernent der Stadt Aachen
- 1998 bis 2011 Kulturdezernent der Stadt Frankfurt.

## Schriften
- Leguminosenlectine und Rhizobienantigene, Erlangen 1980
- Kenneth Patchen (beteiligt), Weber und Weidemeyer, Kassel 1987